# Sybilla Corbet
Sybilla Corbet (Alcester 1077 – na 1157) was een Engelse edelvrouwe en een maîtresse van koning Hendrik I van Engeland. Ze was waarschijnlijk een dochter van Robert Corbet, heer (lord) van Alcester en een onbekende vrouw.
Ze huwde met Herbert FitzHerbert en kreeg samen met hem een zoon, eveneens Herbert FitzHerbert genaamd. Als maîtresse van de koning was ze moeder van Sybilla van Normandië en Reginald van Dunstanville. Ook van twee andere kinderen van Hendrik was zij misschien de moeder, Willem en Rohese, hoewel de laatste volgens sommige bronnen genoemd wordt als dochter van Sybilla en FitzHerbert.